# Beta Cancri
Beta Cancri (β Cancri, viết tắt là Beta Cnc, β Cnc), còn được gọi là Tarf /ˈtɑːrf/, là sao sáng nhất trong chòm sao Cự Giải, chòm sao tối nhất trong đai Hoàng Đạo. Beta Cancri có cấp sao biểu kiến là +3,5 và cấp sao tuyệt đối là −1,2. Dựa trên các đo đạc thị sai của sao thu được trong sứ mệnh Hipparcos, ngôi sao này cách Mặt Trời khoảng 290 năm ánh sáng. Một ngoại hành tinh được định danh là Beta Cancri b được cho là quay xung quanh ngôi sao này.
Beta Cancri có một sao đồng hành và cả hai cùng được định danh là WDS J08165+0911. Beta Cancri mang ký hiệu WDS J08165+0911A và sao còn lại mang ký hiệu WDS J08165+0911B.

## Danh pháp
β Cancri (được Latinh hóa tên gọi thành Beta Cancri) là định danh Bayer của ngôi sao này. WDS J08165+0911A là tên gọi của sao này trong Danh lục sao đôi Washington (Washington Double Star Catalog).
Ngôi sao này còn có tên truyền thống là Al Tarf (Anh hóa thành Altarf), có nghĩa là "cuối" hoặc "cạnh" trong tiếng Ả Rập. Vào năm 2016, IAU đã thành lập Nhóm làm việc về tên các ngôi sao (Working Group on Star Names, WGSN) để lập danh lục và chuẩn hóa các tên riêng cho các ngôi sao. WGSN đã phê duyệt tên Tarf cho Beta Cancri vào ngày 1 tháng 6 năm 2018 và hiện tên gọi này đã được đưa vào Danh sách tên sao được IAU phê duyệt (List of IAU-approved Star Names).

## Tính chất
Beta Cancri là một sao khổng lồ loại K màu cam, có bán kính gấp 50 lần bán kính Mặt Trời. Đây là một sao bari, một loại sao khổng lồ có nhiệt độ mát cho thấy sự phong phú của nguyên tố bari. Beta Cancri cũng được nghi là có sự thay đổi một chút về độ sáng.
Beta Cancri còn có một sao đồng hành là một sao lùn đỏ. Từ khoảng cách góc của nó là 29 giây cung, khoảng cách giữa sao đồng hành này và Beta Cancri là khoảng 2.600 AU, với chu kỳ quỹ đạo là 76.000 năm.

### Hành tinh
Một hành tinh quay xung quanh Beta Cancri đã được chứng minh vào năm 2014. Sử dụng dữ liệu vận tốc xuyên tâm từ các quan sát lặp đi lặp lại về ngôi sao, hành tinh này được ước tính có khối lượng tối thiểu xấp xỉ 7,8 lần khối lượng của Sao Mộc và chu kỳ quỹ đạo là 605 ngày.
| Thiên thể đồng hành (thứ tự từ ngôi sao ra) | Khối lượng   | Bán trục lớn (AU) | Chu kỳ quỹ đạo (ngày) | Độ lệch tâm | Độ nghiêng | Bán kính |
| ------------------------------------------- | ------------ | ----------------- | --------------------- | ----------- | ---------- | -------- |
| b                                           | 7,8 ± 0,8 MJ | 1,7 ± 0,1         | 605,2 ± 4,0           | 0,08 ± 0,02 | —          | —        |